# Parafia Podwyższenia Krzyża Świętego w Bargłowie Kościelnym
Parafia Podwyższenia Krzyża Świętego w Bargłowie Kościelnym – rzymskokatolicka parafia leżąca w dekanacie Augustów – Matki Bożej Królowej Polski należącym do diecezji ełckiej. 
Parafia została erygowana w 1544 z fundacji króla Zygmunta Augusta. 
Obecny kościół, murowany  z cegły na zaprawie wapiennej, posadowiony na kamienno-ceglanych fundamentach, został wzniesiony w 1883 w stylu neogotyckim. Podczas ostatniej wojny był częściowo zniszczony, wyremontowany w 1950. Wieże kościoła ostały odbudowane w 1989. 
Parafia ma księgi parafialne: chrztów (od 1823 r.), ślubów (od 1837 r.) i zmarłych (od 1836 r.) oraz kronikę parafialną prowadzoną od roku 1929 do 1936 i od 1999 roku.